# NGC 2836
NGC 2836 ist eine Spiralgalaxie vom Hubble-Typ Sbc im Sternbild Carina am Südsternhimmel. Sie ist schätzungsweise 66 Millionen Lichtjahre von der Milchstraße entfernt und hat einen Durchmesser von etwa 60.000 Lj.
Im selben Himmelsareal befindet sich u. a. die Galaxie NGC 2822.
Das Objekt wurde am 29. Januar 1835 von John Herschel entdeckt.